# Amenia leonina
Amenia leonina är en tvåvingeart som först beskrevs av Fabricius 1775.  Amenia leonina ingår i släktet Amenia och familjen spyflugor. Inga underarter finns listade i Catalogue of Life.